# Championnats du monde d'aviron 1984
Navigation
Édition précédente Édition suivante
Les championnats du monde d'aviron 1984, quatorzième édition des championnats du monde d'aviron, ont lieu en août 1984 à Montréal, au Canada. Seules les épreuves poids légers ont lieu en cette année olympique.

## Podiums

### Hommes
| Épreuves                              | Or | Or      | Argent | Argent  | Bronze | Bronze  |
| ------------------------------------- | --- | ------- | --- | ------- | --- | ------- |
| LM1x Skiff poids légers               | Danemark Bjarne Eltang | 7:02.20 | États-Unis Paul Fuchs | 7:03.55 | Espagne Angel Viana Bravo | 7:07.37 |
| LM2x Deux de couple poids légers      | Italie Francesco Esposito Ruggero Verroca | 6:25.14 | Allemagne de l'Ouest Hartmut Schäfer Roland Ehrenfels | 6:29.67 | Danemark Morten Espersen Leif Kruse | 6:31.27 |
| LM4- Quatre sans barreur poids légers | Espagne Fernando Molina Castillo José María de Marco Pérez Luis María Moreno Perpiñá Alberto Molina Castillo                                                | 6:09.39 | Allemagne de l'Ouest Wolfgang Birkner Thomas Jaekel Frank Rogall Ansgar Wessling                                                                                     | 6:09.73 | Grande-Bretagne Christopher Bates Carl Smith Ian Wilson Stuart Forbes                                                                                                | 6:11.46 |
| LM8+ Huit poids légers                | Danemark Ivar Mølgaard Leif Jacobsen Arne Højlund Søren Hansson Jan Christensen Flemming Jensen Mikael Espersen Karsten Kobbernagel Jan Rasmussen (barreur) | 5:43.35 | Italie Fabrizio Ravasi Michele Savoia Vittorio Torcellan Salvatore Orlando Stefano Spremberg Paolo Marostica Andrea Re Pasquale Marigliano Massimo Di Deco (barreur) | 5:46.50 | Espagne Benito Elizalde Eulogio Génova Carlos Muniesa Jacinto Accensi Abella Enrique Briones José Crespo José Manuel Cañete Víctor Llorente Alejandro Moya (barreur) | 5:46.90 |

### Femmes
| Épreuves                              | Or | Or      | Argent | Argent  | Bronze | Bronze  |
| ------------------------------------- | --- | ------- | --- | ------- | --- | ------- |
| LW1x Skiff poids légers               | Allemagne de l'Ouest Alrun Urbach | 8:22.85 | États-Unis Barbara Trafton | 8:25.05 | États-Unis Ann Martin | 8:30.90 |
| LW2x Deux de couple poids légers      | Danemark Elisabeth Fraas Kirsten Jensen-Plum | 7:38.16 | États-Unis Jo Hannafin Annette Ebsen-Petersen | 7:43.84 | Canada Audrey Mowchenko Ellen Gillies                                                                                                 | 7:46.15 |
| LW4- Quatre sans barreur poids légers | Allemagne de l'Ouest Beatriz Keller Evelyn Herwegh Regina Mayer Claudia Engels                                                                             | 7:23.89 | États-Unis Cecily Croft Margaret Gordon Linda Gillett Elaine Stanley                                                                                  | 7:29.14 | États-Unis Gigi Hodges Sandy Kendall Drister Fowks Carey Sands-Marden                                                                 | 7:29.16 |
| LW8+ Huit poids légers                | États-Unis Carin Reynolds Mary-Ellen Finney Jo Grainger Laura MacGinitie Mandy Kowal Angela Herron Marise Widmer Jennifer Marron Stacy Apfelbaum (barreur) | 6:10.00 | Australie Karin Riedel Amanda Cross Janet Sheahan Jeanette Hall Angela Maidment Brigid Cassells Debbie Cooper Gayle Toogood Megan Robertson (barreur) | 6:13.46 | Canada Diana Sinnage Wendy Wiebe Lynne Mutrie Brenda Colby Karen Smyte Wendy Davis Elen Orr Maureen Cureton Sandy Hopkinson (barreur) | 6:15.65 |